# Uropeltis macrolepis
Uropeltis macrolepis är en ormart som beskrevs av Peters 1862. Uropeltis macrolepis ingår i släktet Uropeltis och familjen sköldsvansormar.
Arten förekommer främst i norra delen av bergstrakten Västra Ghats i Indien. En avskild population hittas vid Indiens södra spets. Utbredningsområdet ligger mellan 10 och 1350 meter över havet. Habitatet är städsegröna eller fuktiga lövfällande skogar.
Individer iakttas ofta på skogsgläntor eller i den låga växtligheten nära vattendrag. De gräver i lövskiktet eller i det översta jordlagret efter daggmaskar och andra maskar.
Flera exemplar dödas när de korsar väger, i områden med gruvdrift och nära turistanläggningar. I utbredningsområdet inrättades flera skyddszoner. IUCN listar Uropletis macrolepis som livskraftig (LC).

## Underarter
Arten delas in i följande underarter:
- U. m. macrolepis
- U. m. mahableshwarensis